# Break (snooker)

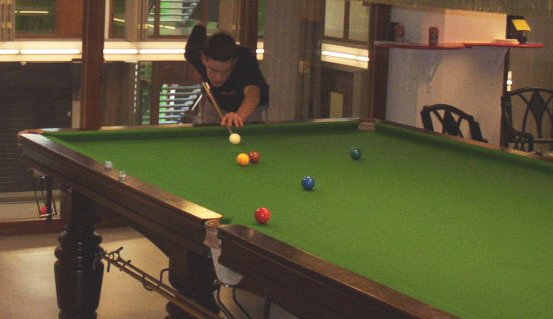
Mesa de snooker

No snooker, um break ou entrada é uma série de colocações consecutivas de bolas nos buracos da mesa, atribuindo-se a soma dos valores das bolas colocadas nessa sequência. O jogador deve colocar uma bola vermelha (ou mais que uma), que vale um ponto, seguindo-se uma das outras seis cores com pontuações entre 2 e 7 pontos, seguindo-se uma vermelha, depois uma de cor, e assim sucessivamente. De cada vez que uma bola entra, o jogador continua na sua vez, mas se falhar a tacada ou cometer uma falta, o break é interrompido. O break não é sinónimo da pontuação final do jogador, apenas do número de pontos conseguidos em sequência sem perder a vez.

## Century
Um century, também referido em português como entrada de 100 pontos é um break de mais de 100 pontos. Obter um "century" é uma ocasião especial para qualquer jogador, e o público recebe as tacadas muito pontuadas com fortes aplausos.
Numa mesma época, o recorde de entradas de 100 pontos em provas competitivas para o ranking mundial pertence a Neil Robertson, que em 2013/2014 fez 103.
A lista dos jogadores que fizeram mais centuries em competições oficiais é esta (à data de 29 de abril de 2023):
| Ordem | Jogador           | N.º de centuries | 147s |
| ----- | ----------------- | ---------------- | ---- |
| 1     | Ronnie O'Sullivan | 1202             | 15   |
| 2     | John Higgins      | 941              | 12   |
| 3     | Judd Trump        | 901              | 8    |
| 4     | Neil Robertson    | 898              | 5    |
| 5     | Stephen Hendry    | 777              | 11   |
| 6     | Mark Selby        | 771              | 5    |
| 7     | Shaun Murphy      | 624              | 7    |
| 8     | Ding Junhui       | 618              | 6    |
| 9     | Mark Williams     | 589              | 3    |
| 10    | Mark Allen        | 571              | 2    |
| 11    | Stuart Bingham    | 562              | 9    |
| 12    | Marco Fu          | 512              | 5    |
| 13    | Stephen Maguire   | 494              | 3    |
| 14    | Ryan Day          | 436              | 3    |
| 14    | Barry Hawkins     | 424              | 3    |

## Break máximo
No snooker, chama-se break máximo ao maior break possível.

### Break máximo sem faltas do adversário
O break máximo possível, sem faltas do adversário é de 147 (15 vermelhas intercaladas por 15 pretas, e as seis das restantes cores). Ronnie O'Sullivan detém o recorde do maior número de breaks máximos em competições oficiais, 15 vezes, seguido por Stephen Hendry com 11. Ronnie O'Sullivan detém igualmente o recorde do maior número de breaks máximos em jogos transmitidos pela televisão: todos os 15.
O mais jovem jogador a conseguir um break de 147 num jogo transmitido pela televisão é o chinês Ding Junhui, com apenas 19 anos de idade.
Numa mesma partida, o recorde é detido por Adrian Gunnell, que conseguiu 3 breaks máximos em 4 jogos consecutivos, durante uma partida de treino em Telford em 2003. Em 13 de março de 2007, Ronnie O'Sullivan realizou dois breaks máximos contra jogadores locais numa partida de exibição na Cornualha. Peter Ebdon conseguiu dois breaks máximos consecutivos numa partida de exibição em Bournemouth contra Steve Davis em 2000.
Ken Doherty é o único jogador a falhar em jogos transmitidos pela televisão a última bola preta de um possível break máximo, na final do Masters de 2000.

### Break máximo com faltas do adversário
Se um jogador cometer uma falta e deixar as 15 bolas vermelhas na mesa, e deixar o seu adversário em posição de snooker (não conseguir "ver" a bola vermelha directamente da sua posição), este último pode escolher uma bola de cor, chamada free ball, e considerada como uma vermelha para efeitos de sequência de jogo. Esta bola de cor será reposta na mesa, e assim é possível obter um break de mais de 147 pontos; se a bola de cor a seguir à free ball for a preta, o break máximo será de 155.
Pelo menos três breaks de mais de 147 pontos foram homologados:
- Um break de 149, realizado por Tony Drago em 1998 em West Norwood, Inglaterra, está registado como o mais elevado pelo Livro Guinness dos recordes. Para o conseguir, Drago escolheu a bola castanha como free ball, para marcar um ponto; depois pôs a bola castanha de novo, para marcar mais 4 pontos; e depois colocou 15 bolas vermelhas alternando com 13 pretas, uma cor-de-rosa e uma azul, e por fim as 6 bolas de cor.
- Em outubro de 2004, durante as qualificações do campeonato mundial, Jamie Burnett fez um break de 148. Foi o primeiro jogador a realizar um break excedendo 147 durante uma partida profissional.
- Wally West terá feito um break de 151 na final de uma competição de um clube de Hounslow em 1976.
- Jamie Cope terá feito um break de 155 em 2005, num jogo de treino.

## Lista de breaks máximos oficiais
Abaixo está a lista de breaks máximos oficiais em provas profissionais.
| Legenda | Legenda                | Legenda                |
| ------- | ---------------------- | ---------------------- |
|         | Televisionado          |                        |
| (Q)     | Rondas de qualificação | Rondas de qualificação |

| N.º | Data                    | Jogador                   | Adversário                | Evento                                   | Video        |
| --- | ----------------------- | ------------------------- | ------------------------- | ---------------------------------------- | ------------ |
| 01  | 11 de janeiro de 1982   | Steve Davis               | John Spencer              | Classic                                  |              |
| 02  | 23 de abril de 1983     | Cliff Thorburn            | Terry Griffiths           | World Championship                       |              |
| 03  | 28 de janeiro de 1984   | Kirk Stevens              | Jimmy White               | Masters                                  |              |
| 04  | 17 de novembro de 1987  | Willie Thorne             | Tommy Murphy              | UK Championship                          |              |
| 05  | 20 de fevereiro de 1988 | Tony Meo                  | Stephen Hendry            | Matchroom League                         |              |
| 06  | 24 de setembro de 1988  | Alain Robidoux            | Jim Meadowcroft           | European Open (Q)                        |              |
| 07  | 18 de fevereiro de 1989 | John Rea                  | Ian Black                 | Scottish Professional Championship       |              |
| 08  | 8 de março de 1989      | Cliff Thorburn            | Jimmy White               | Matchroom League                         |              |
| 09  | 16 de janeiro de 1991   | James Wattana             | Paul Dawkins              | World Masters                            |              |
| 10  | 5 de junho de 1991      | Peter Ebdon               | Wayne Martin              | Strachan Open (Q)                        |              |
| 11  | Fevereiro de 1992       | James Wattana             | Tony Drago                | British Open                             |              |
| 12  | 22 de abril de 1992     | Jimmy White               | Tony Drago                | World Championship                       |              |
| 13  | 9 de maio de 1992       | John Parrott              | Tony Meo                  | Matchroom League                         |              |
| 14  | 24 de maio de 1992      | Stephen Hendry            | Willie Thorne             | Matchroom League                         |              |
| 15  | Novembro de 1992        | Peter Ebdon               | Ken Doherty               | UK Championship                          |              |
| 16  | Setembro de 1994        | David McDonnell           | Nic Barrow                | British Open (Q)                         |              |
| 17  | 27 de abril de 1995     | Stephen Hendry            | Jimmy White               | World Championship                       |              |
| 18  | 25 de novembro de 1995  | Stephen Hendry            | Gary Wilkinson            | UK Championship                          |              |
| 19  | 5 de janeiro de 1997    | Stephen Hendry            | Ronnie O'Sullivan         | Charity Challenge                        |              |
| 20  | 21 de abril de 1997     | Ronnie O'Sullivan         | Mick Price                | World Championship                       |              |
| 21  | 18 de setembro de 1997  | James Wattana             | Pang Wei Guo              | China International                      |              |
| 22  | 16 de maio de 1998      | Stephen Hendry            | Ken Doherty               | Premier League                           |              |
| 23  | 10 de agosto de 1998    | Adrian Gunnell            | Mario Wehrmann            | Thailand Masters (Q)                     |              |
| 24  | 13 de agosto de 1998    | Mehmet Husnu              | Eddie Barker              | China International (Q)                  |              |
| 25  | 13 de janeiro de 1999   | Jason Prince              | Ian Brumby                | British Open (Q)                         |              |
| 26  | 29 de janeiro de 1999   | Ronnie O'Sullivan         | James Wattana             | Welsh Open                               |              |
| 27  | 4 de fevereiro de 1999  | Stuart Bingham            | Barry Hawkins             | UK Tour – Event 3                        |              |
| 28  | 22 de março de 1999     | Nick Dyson                | Adrian Gunnell            | UK Tour – Event 4                        |              |
| 29  | 6 de abril de 1999      | Graeme Dott               | David Roe                 | British Open                             |              |
| 30  | 19 de setembro de 1999  | Stephen Hendry            | Peter Ebdon               | British Open                             |              |
| 31  | 21 de setembro de 1999  | Barry Pinches             | Joe Johnson               | Welsh Open (Q)                           |              |
| 32  | 13 de outubro de 1999   | Ronnie O'Sullivan         | Graeme Dott               | Grand Prix                               |              |
| 33  | 4 de novembro de 1999   | Karl Burrows              | Adrian Rosa               | Benson & Hedges Championship             |              |
| 34  | 22 de novembro de 1999  | Stephen Hendry            | Paul Wykes                | UK Championship                          |              |
| 35  | 21 de janeiro de 2000   | John Higgins              | Dennis Taylor             | Nations Cup                              |              |
| 36  | 24 de março de 2000     | John Higgins              | Jimmy White               | Irish Masters                            |              |
| 37  | 28 de março de 2000     | Stephen Maguire           | Phaitoon Phonbun          | Scottish Open (Q)                        |              |
| 38  | 5 de abril de 2000      | Ronnie O'Sullivan         | Quinten Hann              | Scottish Open                            |              |
| 39  | 25 de outubro de 2000   | Marco Fu                  | Ken Doherty               | Scottish Masters                         |              |
| 40  | 7 de novembro de 2000   | David McLellan            | Steve Meakin              | Benson & Hedges Championship             |              |
| 41  | 19 de novembro de 2000  | Nick Dyson                | Robert Milkins            | UK Championship                          |              |
| 42  | 25 de fevereiro de 2001 | Stephen Hendry            | Mark Williams             | Malta Grand Prix                         |              |
| 43  | 17 de outubro de 2001   | Ronnie O'Sullivan         | Drew Henry                | LG Cup                                   |              |
| 44  | 12 de novembro de 2001  | Shaun Murphy              | Adrian Rosa               | Benson & Hedges Championship             |              |
| 45  | 28 de outubro de 2002   | Tony Drago                | Stuart Bingham            | Benson & Hedges Championship             |              |
| 46  | 22 de abril de 2003     | Ronnie O'Sullivan         | Marco Fu                  | World Championship                       |              |
| 47  | 12 de outubro de 2003   | John Higgins              | Mark Williams             | LG Cup                                   |              |
| 48  | 12 de novembro de 2003  | John Higgins              | Michael Judge             | British Open                             |              |
| 49  | 4 de outubro de 2004    | John Higgins              | Ricky Walden              | Grand Prix                               |              |
| 50  | 17 de novembro de 2004  | David Gray                | Mark Selby                | UK Championship                          |              |
| 51  | 20 de abril de 2005     | Mark Williams             | Robert Milkins            | World Championship                       |              |
| 52  | 22 de novembro de 2005  | Stuart Bingham            | Marcus Campbell           | Masters Qualifying Event                 |              |
| 53  | 14 de março de 2006     | Robert Milkins            | Mark Selby                | World Championship (Q)                   |              |
| 54  | 23 de outubro de 2006   | Jamie Cope                | Michael Holt              | Grand Prix                               |              |
| 55  | 14 de janeiro de 2007   | Ding Junhui               | Anthony Hamilton          | Masters                                  |              |
| 56  | 15 de fevereiro de 2007 | Andrew Higginson          | Ali Carter                | Welsh Open                               |              |
| 57  | 19 de setembro de 2007  | Jamie Burnett             | Liu Song                  | Grand Prix (Q)                           |              |
| 58  | 14 de outubro de 2007   | Tom Ford                  | Steve Davis               | Grand Prix                               |              |
| 59  | 8 de novembro de 2007   | Ronnie O'Sullivan         | Ali Carter                | Northern Ireland Trophy                  |              |
| 60  | 15 de dezembro de 2007  | Ronnie O'Sullivan         | Mark Selby                | UK Championship                          |              |
| 61  | 29 de março de 2008     | Stephen Maguire           | Ryan Day                  | China Open                               |              |
| 62  | 28 de abril de 2008     | Ronnie O'Sullivan         | Mark Williams             | World Championship                       |              |
| 63  | 29 de abril de 2008     | Ali Carter                | Peter Ebdon               | World Championship                       |              |
| 64  | 2 de outubro de 2008    | Jamie Cope                | Mark Williams             | Shanghai Masters                         |              |
| 65  | 29 de outubro de 2008   | Liang Wenbo               | Martin Gould              | Bahrain Championship (Q)                 |              |
| 66  | 8 de novembro de 2008   | Marcus Campbell           | Ahmed Basheer Al-Khusaibi | Bahrain Championship                     |              |
| 67  | 16 de dezembro de 2008  | Ding Junhui               | John Higgins              | UK Championship                          |              |
| 68  | 28 de abril de 2009     | Stephen Hendry            | Shaun Murphy              | World Championship                       |              |
| 69  | 5 de junho de 2009      | Mark Selby                | Joe Perry                 | Jiangsu Classic                          |              |
| 70  | 1 de abril de 2010      | Neil Robertson            | Peter Ebdon               | China Open                               |              |
| 71  | 25 de junho de 2010     | Kurt Maflin               | Michal Zielinski          | Players Tour Championship – Event 1      |              |
| 72  | 6 de agosto de 2010     | Barry Hawkins             | James McGouran            | Players Tour Championship – Event 3      |              |
| 73  | 20 de setembro de 2010  | Ronnie O'Sullivan         | Mark King                 | World Open (Q)                           |              |
| 74  | 22 de outubro de 2010   | Thanawat Thirapongpaiboon | Barry Hawkins             | Rhein–Main Masters                       |              |
| 75  | 23 de outubro de 2010   | Mark Williams             | Diana Schuler             | Rhein–Main Masters                       |              |
| 76  | 19 de novembro de 2010  | Rory McLeod               | Issara Kachaiwong         | Prague Classic                           |              |
| 77  | 17 de fevereiro de 2011 | Stephen Hendry            | Stephen Maguire           | Welsh Open                               |              |
| 78  | 26 de agosto de 2011    | Ronnie O'Sullivan         | Adam Duffy                | Paul Hunter Classic                      |              |
| 79  | 22 de novembro de 2011  | Mike Dunn                 | Kurt Maflin               | German Masters (Q)                       |              |
| 80  | 27 de novembro de 2011  | David Gray                | Robbie Williams           | Players Tour Championship – Event 10 (Q) |              |
| 81  | 29 de novembro de 2011  | Ricky Walden              | Gareth Allen              | Players Tour Championship – Event 10     |              |
| 82  | 15 de dezembro de 2011  | Matthew Stevens           | Michael Wasley            | FFB Snooker Open                         |              |
| 83  | 15 de dezembro de 2011  | Ding Junhui               | Brandon Winstone          | FFB Snooker Open                         |              |
| 84  | 17 de dezembro de 2011  | Ding Junhui               | James Cahill              | Players Tour Championship – Event 11     |              |
| 85  | 18 de dezembro de 2011  | Jamie Cope                | Kurt Maflin               | Players Tour Championship – Event 11     |              |
| 86  | 14 de janeiro de 2012   | Marco Fu                  | Matthew Selt              | World Open (Q)                           |              |
| 87  | 11 de abril de 2012     | Robert Milkins            | Xiao Guodong              | World Championship (Q)                   |              |
| 88  | 21 de abril de 2012     | Stephen Hendry            | Stuart Bingham            | World Championship                       |              |
| 89  | 1 de julho de 2012      | Stuart Bingham            | Ricky Walden              | Wuxi Classic                             |              |
| 90  | 24 de agosto de 2012    | Ken Doherty               | Julian Treiber            | Paul Hunter Classic                      |              |
| 91  | 23 de setembro de 2012  | John Higgins              | Judd Trump                | Shanghai Masters                         |              |
| 92  | 16 de novembro de 2012  | Tom Ford                  | Matthew Stevens           | Bulgarian Open                           |              |
| 93  | 21 de novembro de 2012  | Andy Hicks                | Daniel Wells              | UK Championship (Q)                      |              |
| 94  | 22 de novembro de 2012  | Jack Lisowski             | Chen Zhe                  | UK Championship (Q)                      |              |
| 95  | 5 de dezembro de 2012   | John Higgins              | Mark Davis                | UK Championship                          |              |
| 96  | 14 de dezembro de 2012  | Kurt Maflin               | Stuart Carrington         | Scottish Open                            |              |
| 97  | 16 de março de 2013     | Ding Junhui               | Mark Allen                | Players Tour Championship – Finals       |              |
| 098 | 28 de maio de 2013      | Neil Robertson            | Mohamed Khairy            | 2013 Wuxi Classic (Q)                    |              |
| 099 | 15 de novembro de 2013  | Judd Trump                | Mark Selby                | Antwerp Open                             |              |
| 100 | 7 de dezembro de 2013   | Mark Selby                | Ricky Walden              | UK Championship                          |              |
| 101 | 11 de dezembro de 2013  | Dechawat Poomjaeng        | Zak Surety                | German Masters (Q)                       |              |
| 102 | 12 de dezembro de 2013  | Gary Wilson               | Ricky Walden              | German Masters (Q)                       |              |
| 103 | 8 de janeiro de 2014    | Shaun Murphy              | Mark Davis                | Championship League                      |              |
| 104 | 9 de fevereiro de 2014  | Shaun Murphy              | Jamie Jones               | Gdynia Open                              |              |
| 105 | 2 de março de 2014      | Ronnie O'Sullivan         | Ding Junhui               | Welsh Open                               |              |
| 106 | 22 de agosto de 2014    | Aditya Mehta              | Stephen Maguire           | Paul Hunter Classic                      |              |
| 107 | 23 de outubro de 2014   | Ryan Day                  | Cao Yupeng                | Haining Open                             |              |
| 108 | 23 de novembro de 2014  | Shaun Murphy              | Robert Milkins            | Ruhr Open                                |              |
| 109 | 4 de dezembro de 2014   | Ronnie O'Sullivan         | Matthew Selt              | UK Championship                          |              |
| 110 | 12 de dezembro de 2014  | Ben Woollaston            | Joe Steele                | Lisbon Open                              |              |
| 111 | 5 de janeiro de 2015    | Barry Hawkins             | Stephen Maguire           | Championship League                      |              |
| 112 | 11 de janeiro de 2015   | Marco Fu                  | Stuart Bingham            | Masters                                  |              |
| 112 | 11 de janeiro de 2015   | Marco Fu                  | Stuart Bingham            | Masters                                  |              |
| 113 | 6 de fevereiro de 2015  | Judd Trump                | Mark Selby                | Masters da Alemanha                      | [ video 1 ]  |
| 114 | 10 de fevereiro de 2015 | David Gilbert             | Xiao Guodong              | Campeonato da Liga                       | [ video 2 ]  |
| 115 | 6 de dezembro de 2015   | Neil Robertson            | Liang Wenbo               | Campeonato Britânico                     | [ video 3 ]  |
| 116 | 11 de dezembro de 2015  | Marco Fu                  | Sam Baird                 | Open de Gibraltar                        | [ video 4 ]  |
| 117 | 19 de fevereiro de 2016 | Ding Junhui               | Neil Robertson            | Open de Gales                            | [ video 5 ]  |
| 118 | 25 de fevereiro de 2016 | Fergal O'Brien            | Mark Davis                | Campeonato da Liga                       | [ video 6 ]  |
| 119 | 27 de agosto de 2016    | Thepchaiya Un-Nooh        | Kurt Maflin               | Classic Paul Hunter                      | [ video 7 ]  |
| 120 | 20 de setembro de 2016  | Stephen Maguire           | Yi Chen Xu                | Masters de Xangai                        |              |
| 121 | 28 de setembro de 2016  | Shaun Murphy              | Allan Taylor              | Masters europeus                         | [ video 8 ]  |
| 122 | 11 de outubro de 2016   | Alfie Burden              | Daniel Wells              | Open inglês                              |              |
| 123 | 16 de novembro de 2016  | John Higgins              | Sam Craigie               | Open da Irlanda do Norte                 | [ video 9 ]  |
| 124 | 27 de novembro de 2016  | Mark Allen                | Rod Lawler                | Campeonato Britânico                     |              |
| 125 | 8 de dezembro de 2016   | Ali Carter                | Wang Yuchen               | Masters da Alemanha                      |              |
| 126 | 8 de dezembro de 2016   | Ross Muir                 | Itaro Santos              | Masters da Alemanha                      |              |
| 127 | 10 de janeiro de 2017   | Mark Davis                | Neil Robertson            | Campeonato da Liga                       | [ video 10 ] |
| 128 | 1 de fevereiro de 2017  | Tom Ford                  | Peter Ebdon               | Masters da Alemanha                      | [ video 11 ] |
| 129 | 2 de março de 2017      | Mark Davis                | John Higgins              | Campeonato da Liga                       | [ video 12 ] |
| 130 | 30 de março de 2017     | Judd Trump                | Tian Pengfei              | Open da China                            | [ video 13 ] |
| 131 | 6 de abril de 2017      | Gary Wilson               | Josh Boileau              | Campeonato mundial de snooker de 2017    |              |
| 132 | 18 de outubro de 2017   | Liang Wenbo               | Tom Ford                  | Open da Inglaterra                       | [ video 14 ] |
| 133 | 31 de outubro de 2017   | Kyren Wilson              | Martin Gould              | Campeonato Internacional                 | [ video 15 ] |
| 134 | 12 de dezembro de 2017  | Cao Yupeng                | Andrew Higginson          | Open da Escócia                          | [ video 16 ] |
| 135 | 26 de janeiro de 2018   | Martin Gould              | Li Hang                   | Campeonato da Liga                       | [ video 17 ] |
| 136 | 26 de março de 2018     | Luca Brecel               | John Higgins              | Campeonato da Liga                       | [ video 18 ] |
| 137 | 3 de abril de 2018      | Ronnie O'Sullivan         | Elliot Slessor            | Open da China                            | [ video 19 ] |
| 138 | 4 de abril de 2018      | Stuart Bingham            | Ricky Walden              | Open da China                            | [ video 20 ] |
| 139 | 12 de abril de 2018     | Liang Wenbo               | Rod Lawler                | Campeonato mundial de snooker de 2018    | [ video 21 ] |
| 140 | 24 de agosto de 2018    | Michael Georgiou          | Umut Dikme                | Classic Paul Hunter de snooker 2018      |              |
| 141 | 24 de agosto de 2018    | Jamies Jones              | Lee Walker                | Classic Paul Hunter de snooker 2018      |              |
| 142 | 16 de outubro de 2018   | Thepchaiya Un-Nooh        | Soheil Vahedi             | Open da Inglaterra                       | [ video 22 ] |
| 143 | 17 de outubro de 2018   | Ronnie O'Sullivan         | Allan Taylor              | Open da Inglaterra                       | [ video 23 ] |
| 144 | 8 de novembro de 2018   | Mark Selby                | Neil Robertson            | Campeão dos Campeões de 2018             | [ video 24 ] |
| 145 | 12 de dezembro de 2018  | John Higgins              | Gerard Greene             | Open da Escócia                          | [ video 25 ] |
| 146 | 21 de dezembro de 2018  | Judd Trump                | Lukas Kleckers            | Masters da Alemanha                      | [ video 26 ] |
| 147 | 22 de janeiro de 2019   | David Gilbert             | Stephen Maguire           | Campeonato da Liga                       | [ video 27 ] |
| 148 | 12 de fevereiro de 2019 | Neil Robertson            | Jordan Brown              | Open de Gales                            | [ video 28 ] |
| 149 | 14 de fevereiro de 2019 | Noppon Saengkham          | Mark Selby                | Open de Gales                            | [ video 29 ] |
| 150 | 28 de fevereiro de 2019 | Zhou Yuelong              | Lyu Haotian               | Open da Índia                            |              |

## Vídeos
1. ↑  Judd Trump, German Masters, 2015 no YouTube
2. ↑  David Gilbert, Championship League, 2015 no YouTube
3. ↑  Neil Robertson, UK Championship, 2015 no YouTube
4. ↑  Marco Fu, Gibraltar Open, 2015 no YouTube
5. ↑  Ding Junhui, Welsh Open, 2016 no YouTube
6. ↑  Fergal O'Brien, Championship League, 2016 no YouTube
7. ↑  Thepchaiya Un-Nooh, Paul Hunter Classic, 2016 no YouTube
8. ↑  Shaun Murphy, European Masters, 2016 no YouTube
9. ↑  John Higgins, Northern Ireland Open, 2016 no YouTube
10. ↑  Mark Davis, Championship League, 2017 no YouTube
11. ↑  Tom Ford, German Masters, 2017 no YouTube
12. ↑  Mark Davis, Championship League, 2017 no YouTube
13. ↑  Judd Trump, China Open, 2017 no YouTube
14. ↑  Liang Wenbo, English Open, 2017 no YouTube
15. ↑  Kyren Wilson, International Championship, 2017 no YouTube
16. ↑  Cao Yupeng, Scottish Open, 2017 no YouTube
17. ↑  Martin Gould, Championship League, 2018 no YouTube
18. ↑  Luca Brecel, Championship League, 2018 no YouTube
19. ↑  Ronnie O'Sullivan, China Open, 2018 no YouTube
20. ↑  Stuart Bingham, China Open, 2018 no YouTube
21. ↑  Liang Wenbo, World Championship, 2018 no YouTube
22. ↑  Thepchaiya Un-Nooh, English Open, 2018 no YouTube
23. ↑  Ronnie O'Sullivan, English Open, 2018 no YouTube
24. ↑  Mark Selby, Champion of champions, 2018 no YouTube
25. ↑  John Higgins, Scottish Open, 2018 no YouTube
26. ↑  Judd Trump, German Masters, 2019 no YouTube
27. ↑  David Gilbert, Championship League, 2019 no YouTube
28. ↑  Neil Robertson, Welsh Open, 2019 no YouTube
29. ↑  Noppon Saengkham, Welsh Open, 2019 no YouTube